# Kiatisuk Senamuang
Kiatisuk Semanuang (* 11. srpna 1973 Udon Thani) je bývalý thajský fotbalový útočník a od roku 2013 trenér thajské fotbalové reprezentace.

## Klubová kariéra
Než se stal profesionálním fotbalistou, pracoval jako policejní důstojník. Byl známý pod přezdívkou Zico podle svého technického stylu hry, kterým připomínal brazilského reprezentanta Zica. V roce 1999 odešel do Anglie a uzavřel kontrakt s klubem Huddersfield Town AFC, za který však nakonec neodehrál ani jeden zápas. V roce 2002 získal singapurský titul s týmem Singapore Armed Forces FC, v letech 2003 a 2004 se stal s Hoàng Anh Gia Lai FC mistrem Vietnamu; v roce 2004 byl vyhlášen nejlepším hráčem ligy.

## Reprezentační kariéra
Za thajskou reprezentaci odehrál 134 mezistátních zápasů a vstřelil v nich 71 branek. V roce 2017 tak byl na děleném devátém místě tabulky nejlepších reprezentačních střelců ve fotbalové historii. S thajským národním týmem vyhrál Královský pohár v letech 1994, 2000 a 2006, AFF Championship 1996, 2000 a 2002 a obsadil čtvrté místo na Asijských hrách.

## Trenérská kariéra
Od roku 2006 působí jako trenér. S klubem Chonburi FC vyhrál thajský pohár, thajskou reprezentaci dovedl ke dvěma titulům na AFF Championship (2014 a 2016) a k postupu do závěrečné fáze kvalifikace na MS 2018.